# Thomas Robertson-Aikman
Thomas Stokes George Hughes Robertson-Aikman CB (* 25. Februar 1860 in Leicester, England; † 18. April 1948 in Hamilton, Schottland) war ein britischer Oberstleutnant und Curler.

## Biografie
Thomas Robertson-AIkman besuchte das Eton College und das Brasenose College. Robertson-Aikman trat 1880 dem 1. Bataillon der Royal Lanark Militia bei. Im folgenden Jahr wurde diese mit der Highland Light Infantry zusammengelegt. Er befehligte das 4. Bataillon dieser von 1900 bis 1912 und war während des Ersten Weltkriegs Befehlshaber eines Bezirks des Royal Defense Corps. 1923 wurde er zum Companion des Order of the Bath ernannt.
Thomas Robertson-Aikman war 1912 und 1923 Kapitän des tourenden Curling-Teams Schottlands. Im Alter von 64 Jahren nahm er als Kapitän der britischen Mannschaft, die bei den Olympischen Winterspielen 1924 Olympiasieger wurde, teil, nahm jedoch nicht aktiv an den Spielen teil.
Er war Präsident des Hamilton Curling Club. Sein größter Erfolg als Curler war der Gewinn des International Holden Challenge Shield 1888. Robertson-Aikman und seine Frau Constance waren gute Billardspieler, jagten gern und gehörten der Lanarkshire und Renfrewshire Foxhounds an. Nach 33 Jahren Ehe beging seine Frau 1932, nur einen Monat nach der Heirat ihres Sohnes, Selbstmord durch Ertrinken.